# Svjetsko liječničko udruženje (WMA)
World medical Association (WМА) je međunarodna i nezavisna Međunarodna konfederacija slobodnih profesionalnih medicinskih udruga, predstavljajući liječnike širom svijeta. WМА je službeno osnovana 18. rujna 1947. i u 2024. godini se sastojala od 114 nacionalnih medicinskih udruženja i više od 10 milijuna liječnika.
WМА služi kao forum za udruge članove da slobodno komuniciraju, aktivno surađuju, da postignu konsenzus vezan uz visoke standarde medicinske etike i stručnih kompetencija, te promiče profesionalnu slobodu liječnika diljem svijeta. Uz pomoć ovog jedinstvenog partnerstva, WMA ima za cilj promicanje humanog postupanja s pacijentima u zdravim uvjetima, poboljšavajući kvalitetu života za sve ljude u svijetu.

## Povijest
WМА je osnovana 18. rujna 1947. godine, kada su se liječnici iz 28 različitih zemalja sastali na prvoj sjednici Generalne Skupštine WМА-a u Parizu. Ova organizacija je nastala od ideje pokrenute u sjedištu Britanskog Medicinskog Udruženja 1945. godine, na sastanku organiziranom u Londonu, za početak planova za međunarodnu zdravstvenu organizaciju koja bi zamijenila Međunarodnu stručnu udrugu liječnika, koja je obustavila svoje aktivnosti zbog Drugog Svjetskog Rata.
Kako bi olakšala financijsku potporu od svojih udruga članica, izvršni odbor, poznat kao Savjet,  u 1948. godini osniva Sekretarijat WМА-a u New Yorku, kako bi osigurao usku povezanost s Ujedinjenim Narodima i njezinim različitim agencijama. WМА-ov Sekretarijat je ostao u New Yorku do 1974. godine, kada je iz ekonomskih razloga, te da bi bila dostupnija internacionalnim organizacijama u Ženevi (WHO, ILO, INC, ISSA itd), prebačena na svoje sadašnje mjesto u Ferney-Voltaire, u Francuskoj. Članovi WMA-a se okupljaju na godišnjem sastanku, koji se od 1962. naziva "Svjetska zdravstvena skupština".
Od samog početka WМА je pokazala zabrinutost stanjem medicinske etike generalno diljem svijeta, preuzimajući odgovornost za uspostavljanje etičkih načela u svijetu liječnika. Modernizirana formulacija drevne Hipokratove zakletve je bila poslana na razmatranje na II. Generalnoj Skupštini u Ženevi 1948. Medicinska zakletva je usvojena i Skupština je pristala dati joj ime "Ženevska Deklaracija."
Također je na istoj II. Generalnoj Skupštini primljeno izvješće o "Ratnim Zločinima i Medicini". To je potaknulo Vijeće da imenuje još jedan Studijski Odbora za razvoj Međunarodnog Kodeksa medicinske etike, koji je, nakon dugotrajne rasprave, usvojen 1949. godine na III. Generalnoj Skupštini.
Čak i nakon usvajanja ova dva dokumenta, WMA je bila stalno informirana o kršenju medicinske etike, zločinima koje su počinili liječnici u vrijeme rata, te nemoralnim eksperimentima nad ljudima među ostalim problemima u području medicinske etike i medicinskog prava. Ova informacija je dala povod Vijeću da osnuje stalni Odbor za Medicinsku Etiku 1952. godine, koji aktivno radi otada, kao što se može vidjeti iz deklaracija i izjava WMA-a i njihovog kontinuiranog ažuriranja.

## Upravljanje

### Generalna Skupština
Glavno odlučujuće tijelo WMA-a je Generalna Skupštini, koja se sastaje jednom godišnje i sastoji se od delegacija članova nacionalnih udruga, zaposlenika i članova Vijeća WМА-a, te predstavnika pridruženih članova (pridruženi članovi su individualni liječnici koji žele pristupiti WMA-u).

### Savjet
Skupština bira Savjet WМА-a svake dvije godine, koji se sastoji od predstavnika iz svake od šest regija WMA-a: Afrike, Azije, Europe, Latinske Amerike, Sjeverne Amerike i Pacifika. Skupština također bira predsjednika/cu WMA-a jednom godišnje, koji/a je Ceremonijalni Vođa WMA-a. Predsjednik, izabrani predsjednik i neposredni prošli predsjednik tvore Predsjedništvo koje može govoriti u ime WMA-a i službeno ga predstavljati.
Svake dvije godine Vijeće WMA-a, isključujući Predsjedništvo, bira Predsjedavajućeg/u koji/a je politički vođa organizacije.
Kao voditelj operativne jedinice WМА-a, Generalni tajnik je u punom radom zaposlenju u tajništvu, imenovan od strane Vijeća WMA-a.

## Tajništvo
Tajništvo WMA-a nalazi se u gradu Ferney-Voltaire, u Francuskoj, susjedan gradu Ženevi.

## Službeni jezici
Engleski, francuski i španjolski su službeni jezici udruge od njenog osnutka.

## Članstvo
WМА imati sljedeće statuse članstva:
- Sastavno članstvo: uglavnom se primjenjuje za članove koji su nacionalna udruženja liječnika iz različitih država u svijetu (ponekad se takve organizacije nazivaju nacionalnim medicinskim udruženjima).[4] Takva udruženja su široko reprezentativna prema liječnicima određene države zbog svojstva njihovog članstva. Oni variraju od komora do redova, od fakulteta do privatnih udruženja. Neki od njih imaju obavezno članstvo a neki su sindikati.
- Pridruženo članstvo: primjenjivo za individualne liječnike koji se žele pridružiti WMA-u i koji imaju pravo glasa na godišnjoj skupštini pridruženih članova i pravo na sudjelovanje na Generalnoj Skupštini putem izabranih predstavnika pridruženih članova.

Vidjeti detaljnije informacije o članstvu, klikom na sljedeći link (WMA Članstvo):

## Projekti
WMA je aktivan u nekoliko područja ,  uglavnom u:
- Propagiranju i zalaganju
- Etičkim pitanjima
- Zdravstvenim sustavima
- Ljudskim pravima
- Javnom zdravstvu

Po pitanjima etike, WMA ima različite deklaracije, rezolucije i izjave, s kojima pokušava voditi Nacionalna Medicinska Udruženja, vlade i međunarodne organizacije diljem svijeta. Pokriven je širok raspon tema, kao što su prava pacijenata, istraživanja na ljudima, skrb za bolesne i ranjene za vrijeme oružanog sukoba, mučenje zatvorenika, ovisnosti, planiranje obitelji i zagađenje.
WMA također radi na:
- Medicinskom obrazovanju
- Planiranje ljudskih resursa za zdravstvene usluge
- Sigurnost pacijenta
- Usmjeravanje i razvoj karijere
- Zalaganje za prava liječnika i pacijenata
- Profesionalno zdravlje i sigurnost
- Stvaranje demokracije za nove medicinske asocijacije
- Politika javnog zdravstva
- Projekti, kao što je borba protiv duhana i cijepljenje

WМА također radi na obrazovnim programima, kao što su tečaj zatvorske medicine, MDR-TB i TB tečaj usavršavanja, tečaj etike i tečaj za antimikrobnu rezistenciju (zajedno sa Sveučilištem George Mason i Međunarodnim društvom za antimikrobnu rezistenciju).

## Objave
Sve publikacije i stajališne izjave WMA-a (neke na različitih jezicima) su na raspolaganju za besplatno preuzimanje na njihovom sajtu. To su:
- The World Medical Journal
- The WMA Medical Ethics Manual
- The World Medical and Health Policy Journal
- Caring Physicians of the World
- Priručnici
- Referentni Dokumenti

## Formalni Odnos
WMA je ugrađena u mrežu organizacija, varirajući od medicinskih udruženja i asocijacija, do organizacija komercijalnih subjekata. Iako nisu svi navedeni, ova stranica predstavlja pregled najbitnijih partnerstva WMA-a. 

### Akademski centri (WMA kolaborativni centri)
- Centar za globalno zdravlje i medicinsku diplomaciju, Sveučilište Sjeverna Florida za Medicinsko rukovodstvo i medicinsku diplomaciju
- Centar za istraživanje Međunarodne zdravstvene politike i prakse - CSIMPP, George Mason University, Fairfax, Virginia, za otpornost mikroorganizama i razvoj javnih (zdravstvenih) politika
- Instituta za etiku i povijest medicine, University Tübingen
- Institut za pravo i za zdravlje, Sveučilište u Neuchâtel, Švicarska
- Steve Biko Centar Bioetike, Sveučilište Wiltwatersrand, Johannesburg, Južna Afrika

### Poslovni Partneri
- Bayer Pharmaceuticals
- Eli Lilly i tvrtke
- GlaxoSmithKline
- Pfizer Inc.

### Obrazovni Resursi
- Health Sciences Online HSA
- Health InterNetwork (HINARI)

### Međunarodne Organizacije
- Amnesty international - AI
- International Federation of Associations of Pharmaceutical Physicians - IFAPP
- International Federation of Pharmaceutical Manufacturers & Associations IFPMA
- International Hospital Federation - IHF
- International Rehabilitation Council for Torture Victims - IRCT
- Physicians for Human Rights - PHR
- International Society for Health and Human Rights - ISHHR
- World Health Editors’ Network - WHEN
- Public Service International - PSI
- World Self-Medication Industry - WSMI

### Studenti Medicinskih Fakulteta
- International Federation of Medical Students’ Associations - IFMSA

### Organizacije Pacijenata
- International Alliance of Patients’ Organizations - IAPO

### Profesionalne Organizacije
- World Health Professions Alliance - WHPA
- World Dental Federation - FDI
- International Pharmaceutical Federation - FIP
- International Council of Nurses - ICN
- Guidelines International Network - G-I-N
- International Confederation of Midwives - ICM
- International Council of Medical Scientific Organizations CIOMS
- International Federation of Physiotherapists - WCPT
- Medical Women’s International Association - MWIA
- World Federation for Medical Education - WFME
- World Psychiatric Association - WPA
- World Veterinary Association - WVA (MOU potpisan od strane WVA i WMA 12. listopada 2012.)
- One Health Initiative
- Red Cross/Red Crescent
- International Committee of the Red Cross - ICRC
- The International Federation of Red Cross and Red Crescent Societies - IFRC

### Regionalne Zdravstvene Organizacije
- African Medical Association - AfMA
- Confederation of Medical Associations of Asia and Oceania - CMAAO
- Conference of the Central and East European Chambers
- European Forum of Medical Associations and EFMA/WHO
- Forum of Ibero-American Medical Associations - FIEME
- Medical Association of South East Asian Nations - MASEAN
- Medical Confederation of Latin-America and the Caribbean - CONFEMEL
- Standing Committee of European Physicians - CPME

WMA također ima formalni odnos sa Svjetskom zdravstvenom organizacijom (WHO), Ujedinjenim Narodima , kao i drugim organima ujedinjenih naroda i specijaliziranim programima direktno povezanim sa zdravstvenim problemima.
Drugi primjeri odnosa su Zajednički program Ujedinjenih Naroda za HIV / AIDA (UNAIDS), Međunarodna organizacije rada (ILO), Međunarodna organizacija za migracije (IMO), Organizacija Ujedinjenih Naroda Dječji Fond (UNICEF), Organizacija za hranu i poljoprivredu Ujedinjenih Naroda (FAO), Visoki povjerenik za izbjeglice UN-a (UNHCR) i Program UN-a za okoliš (UNEP).